# Stephen Victor Chmilar

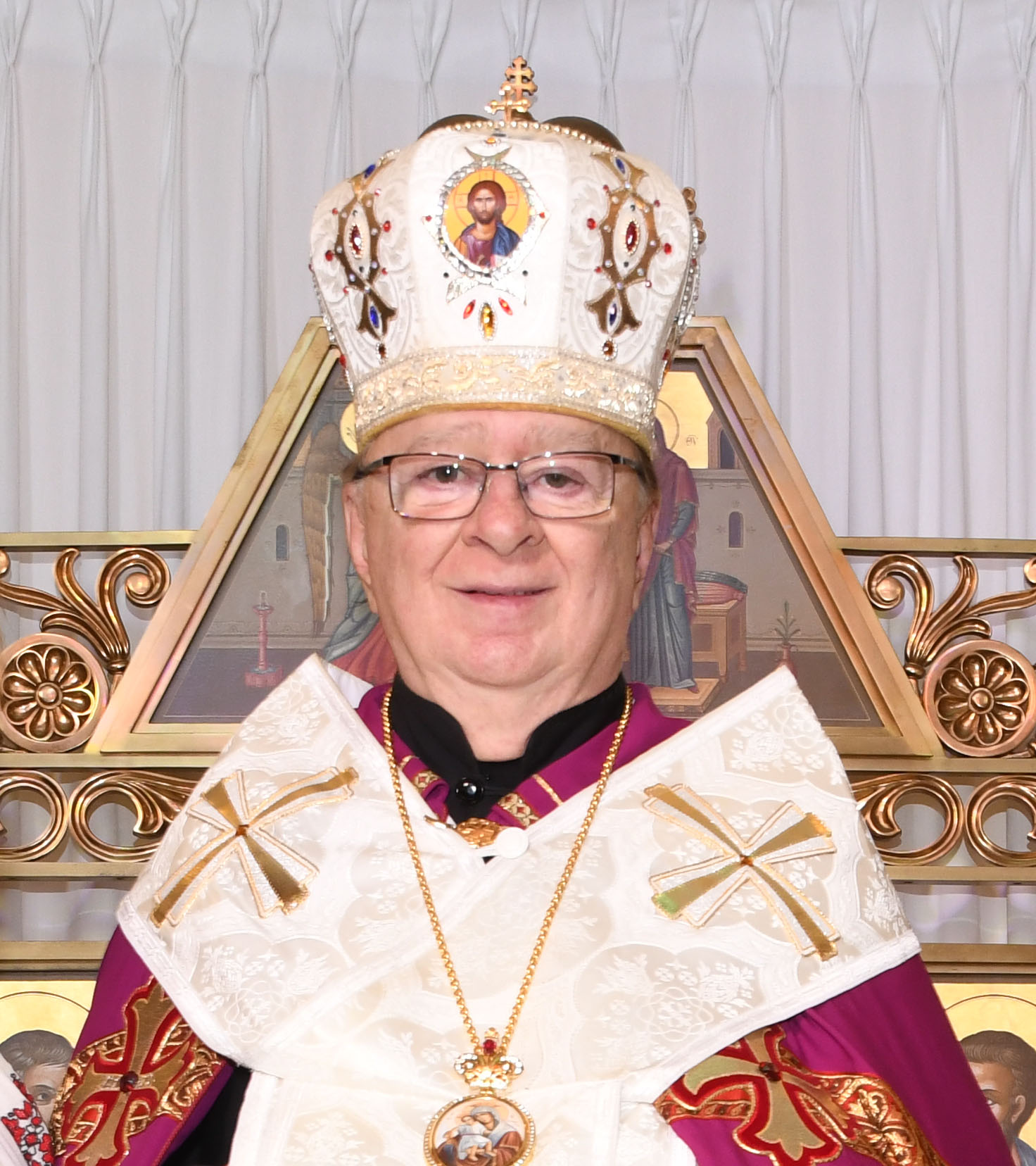
Stephen Victor Chmilar

Bischofswappen von Stephen Victor Chmilar

Stephen Victor Chmilar OSBM (* 24. Mai 1945 in Lamont, Alberta, Kanada; † 21. Dezember 2024) war ein kanadischer Geistlicher und ukrainisch griechisch-katholischer Bischof von Toronto.

## Leben
Stephen Victor Chmilar trat in die Ordensgemeinschaft der Basilianer des hl. Josaphat ein und legte am 17. November 1968 sein Ordensgelübde ab. Er studierte von 1966 bis 1968 an der Universität Ottawa und schloss mit dem akademischen Grad Bachelor der Philosophie ab. Von 1968 bis 1972 schloss sich ein Aufbaustudium an der St. Paul University in Ottawa an, welches er als Bachelor der Theologie beendete.
Am 11. Juni 1972 spendete ihm Bischof Neil Nicholas Savaryn OSBM von Edmonton die Priesterweihe. 1991 wurde er als Geistlicher in die Ukrainische Griechisch-Katholische Kirche und die Diözese Toronto inkardiniert. Anschließend war er als Pastor und Seelsorger in den kanadischen Orten Chipman, Edmonton, Ottawa und Vancouver, in den US-amerikanischen Städten Denver und Buffalo und schließlich ab 2000 wieder in der kanadischen Stadt Mississauga tätig. Darüber hinaus war er fünf Jahre Novizenmeister seiner Ordensgemeinschaft in Mundare.
Stephen Victor Chmilar wurde am 3. Mai 2003 von Papst Johannes Paul II. zum Nachfolger für Cornelius John Pasichny als Bischof von Toronto ernannt. Am 23. Juli 2003 spendete ihm Großerzbischof Lubomyr Kardinal Husar von Lemberg die Bischofsweihe. Mitkonsekratoren waren Erzbischof Michael Bzdel CSsR von Winnipeg sowie sein Amtsvorgänger Cornelius John Pasichny.
Papst Franziskus nahm am 9. November 2019 seinen vorzeitigen Rücktritt an.